# Итаума, Кэрол
Кэрол Итаума (англ. Karol Itauma; род. 20 ноября 2000, Кежмарок, Прешовский край) — английский боксёр-профессионал, нигерийского происхождения, выступающий в полутяжёлой весовой категории. Член сборной Великобритании в 2010-х годах, бронзовый призёр чемпионата Англии (2019), чемпион Юношеских Олимпийских игр (2018), серебряный призёр чемпионата Европы среди молодежи (2018), многократный чемпион Англии среди молодежи и юниоров, победитель и призёр международных турниров в любителях.
Лучшая позиция по рейтингу BoxRec — 154-я (апрель 2024), и являлся 17-м среди британских боксёров полутяжёлой весовой категории, — входя в ТОП-155 лучших полутяжеловесов всего мира.

## Биография
Кэрол Итаума родился 20 ноября 2000 года в Кежмароке, в Словакии. Его отец нигериец, а мать словачка.
Его младший брат Мозес Итаума также является профессиональным боксёром.
С ранней юности он со своей семьёй проживает в Англии.

## Любительская карьера
В марте 2015 года стал чемпионом Англии среди юниоров в весе до 75 кг, в финале победив Уоллеса Этвелла.
И в апреле 2016 года вновь стал чемпионом Англии среди юниоров в весе до 80 кг, в финале победив Адиба Аджмала.
В феврале 2017 года стал чемпионом Англии среди молодежи в весе до 81 кг, в финале досрочно победив Ноя Маршалла.
И в феврале 2018 года вновь стал чемпионом Англии среди молодежи в весе до 81 кг, в финале победив Райана Коттрилла.
А в апреле 2018 года в городе Розето-дельи-Абруцци (Италия) стал серебряным призёром чемпионата Европы среди молодежи (до 18 лет), где он в финале по очкам (0:5) проиграл россиянину Руслану Колесникову.
Затем в августе 2018 года в Будапеште (Венгрия) участвовал на чемпионате мира среди молодежи (до 18 лет), где он в 1/8 финала по очкам (0:4) проиграл казаху Сагындыку Тогамбаю, — который в итоге стал серебряным призёром данного чемпионата мира.
В октябре 2018 года стал чемпионом в весе до 81 кг III-х летних Юношеских Олимпийских игр в Буэнос-Айресе (Аргентина). Тогда в полуфинале он единогласным решением судей (5:0) победил египтянина Юссефа Али Карара, и в финале по очкам (4:1) победил россиянина Руслана Колесникова.
В апреле 2019 года он стал бронзовым призёром в весе до 81 кг взрослого национального чемпионата Англии, в полуфинале проиграв Аарону Боуэну, — который в итоге стал чемпионом Англии.
С весны 2020 года был введён жёсткий коронавирусный карантин в Великобритании и по всей Европе, и он остался без соревновательной практики, из-за чего в декабре 2020 года перешёл в профессионалы.

## Профессиональная карьера
5 декабря 2020 года состоялся его дебют на профессиональном ринге в Лондоне (Великобритания), в полутяжёлом весе, где он решением судьи (счёт: 40-36) победил своего соотечественника Льюиса ван Поетча (9-123-2).

## Статистика профессиональных боёв
В таблице перечислены результаты всех поединков боксёров.
В каждой строке указан результат поединка. Дополнительно номер поединка обозначен цветом, который обозначает итог поединка. Расшифровка обозначений и цветов представлена в нижеследующей таблице.
| Пример | Расшифровка                     |
| ------ | ------------------------------- |
|        | Победа                          |
|        | Ничья                           |
|        | Поражение                       |
|        | Планируемый поединок            |
|        | Поединок признан несостоявшимся |
| КО     | Нокаут                          |
| ТКО    | Технический нокаут              |
| PTS    | Решение судей (по очкам)        |
| UD     | Единогласное решение судей      |
| MD     | Решение большинства судей       |
| SD     | Раздельное решение судей        |
| RTD    | Отказ от продолжения боя        |
| DQ     | Дисквалификация                 |
| NC     | Поединок признан несостоявшимся |

| 13 поединков, 12 побед (7 нокаутом), 1 поражение. | 13 поединков, 12 побед (7 нокаутом), 1 поражение. | 13 поединков, 12 побед (7 нокаутом), 1 поражение. | 13 поединков, 12 побед (7 нокаутом), 1 поражение. | 13 поединков, 12 побед (7 нокаутом), 1 поражение.     | 13 поединков, 12 побед (7 нокаутом), 1 поражение. | 13 поединков, 12 побед (7 нокаутом), 1 поражение.                                |
| Бой                                               | Рекорд                                            | Дата боя                                          | Соперник                                          | Место проведения боя                                  | Результат                                         | Примечание                                                                       |
| ------------------------------------------------- | ------------------------------------------------- | ------------------------------------------------- | ------------------------------------------------- | ----------------------------------------------------- | ------------------------------------------------- | -------------------------------------------------------------------------------- |
| 14                                                |                                                   | 11 мая 2024                                       |                                                   | Йорк-холл, Бетнал-Грин, Лондон, Великобритания        | (8)                                               |                                                                                  |
| 13                                                | 12-1                                              | 10 февраля 2024                                   | Эрос Сегетти (10-0-1)                             | Коппер-Бокс, Олимпийский парк, Лондон, Великобритания | PTS 8 (8)                                         | Счёт судьи: 79-73.                                                               |
| 12                                                | 11-1                                              | 6 октября 2023                                    | Дмитрий Федас (8-3-2)                             | Йорк-холл, Бетнал-Грин, Лондон, Великобритания        | PTS 8 (8)                                         | Счёт судьи: 80-72.                                                               |
| 11                                                | 10-1                                              | 12 мая 2023                                       | Халид Грайдиа (10-9-4)                            | Йорк-холл, Бетнал-Грин, Лондон, Великобритания        | PTS 8 (8)                                         | Счёт судьи: 79-72. Грайдиа в нокдауне в 8-м раунде.                              |
| 10                                                | 9-1                                               | 28 января 2023                                    | Эсекьель Освальдо Мадерна (28-10)                 | Уэмбли Арена, Уэмбли, Лондон, Великобритания          | KO 5 (10), 1:04                                   | Бой за вакантный титул чемпиона по версиям WBC International в полутяжёлом весе. |
| 9                                                 | 9-0                                               | 3 декабря 2022                                    | Владимир Белуйский (12-5-1)                       | Тоттенхэм Хотспур, Тоттенем, Лондон, Великобритания   | TKO 8 (8), 1:18                                   |                                                                                  |
| 8                                                 | 8-0                                               | 16 июля 2022                                      | Михал Газдик (6-23-1)                             | Коппер-Бокс, Олимпийский парк, Лондон, Великобритания | TKO 4 (6), 0:50                                   |                                                                                  |
| 7                                                 | 7-0                                               | 23 апреля 2022                                    | Михал Чиах (2-11)                                 | Стадион Уэмбли, Уэмбли, Лондон, Великобритания        | TKO 2 (4), 2:27                                   |                                                                                  |
| 6                                                 | 6-0                                               | 11 марта 2022                                     | Иржи Крупа (4-0)                                  | Йорк-холл, Бетнал-Грин, Лондон, Великобритания        | TKO 3 (6), 1:36                                   |                                                                                  |
| 5                                                 | 5-0                                               | 4 декабря 2021                                    | Тамаш Ласка (19-28-1)                             | Коппер-Бокс, Олимпийский парк, Лондон, Великобритания | TKO 1 (6), 1:11                                   |                                                                                  |
| 4                                                 | 4-0                                               | 10 сентября 2021                                  | Дэррил Шарп (5-74-1)                              | Коппер-Бокс, Олимпийский парк, Лондон, Великобритания | PTS 4 (4)                                         | Счёт: 40-36.                                                                     |
| 3                                                 | 3-0                                               | 10 июля 2021                                      | Тим Вентрелла (0-1-1)                             | Альберт-холл, Вестминстер, Лондон, Великобритания     | TKO 2 (4), 2:30                                   |                                                                                  |
| 2                                                 | 2-0                                               | 24 апреля 2021                                    | Райан Хибберт (1-8)                               | Йорк-холл, Бетнал-Грин, Лондон, Великобритания        | TKO 1 (4), 1:58                                   |                                                                                  |
| 1                                                 | 1-0                                               | 5 декабря 2020                                    | Льюис ван Поетч (9-123-2)                         | Church House, Вестминстер, Лондон, Великобритания     | PTS 4 (4)                                         | Счёт: 40-36. Профессиональный дебют.                                             |
| Бой                                               | Рекорд                                            | Дата боя                                          | Соперник                                          | Место проведения боя                                  | Результат                                         | Примечание                                                                       |